# عبد الفتاح الآلوسي
الدكتور عبد الفتاح الآلوسي هو مهندس وسياسي عراقي شغل منصب وزير والأشغال والإسكان بين عامي 1963 و 1965.
أكمل عبد الفتاح الآلوسي دراسته في جامعة تكساس، وشغل منصب في كلية الهندسة واختصاصه في ميكانيك التربة، وكان له أقدم مختبرات التربة المعتمدة في العراق.